# 공정한 입학을 위한 학생들
공정한 입학을 위한 학생들(Students for Fair Admissions, SFA)는 미국 대학 입학에서 특정 인종에 대한 적극적 우대조치에 반대하는 단체이다. 공정한 입학을 위한 학생들 대 하버드 대학교 사건에서 특정 인종에 대한 적극적 우대조치는 위헌이라는 결정을 이끌어냈다.